# Ulrich Hoinkes
Ulrich Hoinkes (* 15. Februar 1961 in Münster) ist ein deutscher Romanist.

## Leben
Von 1979 bis 1987 studierte er für das Lehramt Gymnasium (Sek. II und I) in den Fächern Französisch und Spanisch und Romanistik (mit den zusätzlichen Schwerpunkten Italienisch, Katalanisch und Okzitanisch) und der Germanistik an den Universitäten Münster, Barcelona (Universitat Central) und Louvain-la-Neuve. Von 1988 bis 1992 war er wissenschaftlicher Mitarbeiter der linguistischen Abteilung des Romanischen Seminars der Universität Münster. Nach der Promotion 1990 zum Dr. phil. war er von 1992 bis 1998  wissenschaftlicher Assistent am Lehrstuhl von Horst Geckeler am Romanischen Seminar der Universität Münster. Nach der Habilitation 1999 im Fachbereich Philologie der Westfälischen Wilhelms-Universität Münster mit der Venia legendi für Romanische Philologie ist er seit 2001 Universitätsprofessor für die Lehrgebiete Sprachwissenschaft und Didaktik am Romanischen Seminar der Christian-Albrechts-Universität zu Kiel.

## Schriften (Auswahl)
- Philosophie und Grammatik in der französischen Aufklärung. Untersuchungen zur Geschichte der Sprachtheorie und französischen Grammatikographie im 18. Jahrhundert in Frankreich. Münster 1991, ISBN 3-89323-113-7.
- mit Wolf Dietrich (Hg.): Kaleidoskop der lexikalischen Semantik. Tübingen 1997, ISBN 3-8233-5093-5.
- mit Michael Elmentaler (Hg.): Gute Sprache, schlechte Sprache. Sprachnormen und regionale Vielfalt im Wandel. Berlin 2011, ISBN 978-3-631-59743-9.
- (Hg.): Die kleineren Sprachen in der Romania. Verbreitung, Nutzung und Ausbau. Frankfurt am Main 2013, ISBN 3-631-54917-2.